# 노벨 생리학·의학상 수상자 목록
다음은 노벨 생리학·의학상을 수상한 사람 목록이다.

## 연대별 수상자

### 1900년대
| 연도   | 사진 | 수상자                  | 국적          | 업적                                           |
| ------ | ---- | ----------------------- | ------------- | ---------------------------------------------- |
| 1901년 |      | 에밀 아돌프 폰 베링     | 독일 제국     | 혈청을 이용한 디프테리아 치료법의 발견 및 연구 |
| 1902년 |      | 로널드 로스             | 영국          | 말라리아의 인체 침투 경로에 대한 연구          |
| 1903년 |      | 닐스 뤼베르 핀센        | 덴마크        | 광선치료법을 이용한 심상성 낭창 치료 방법 개발 |
| 1904년 |      | 이반 파블로프           | 러시아 제국   | 소화 기관의 생리학적 작동 원리에 대한 연구     |
| 1905년 |      | 로베르트 코흐           | 독일 제국     | 결핵균의 발견                                  |
| 1906년 |      | 카밀로 골지             | 이탈리아 왕국 | 신경계의 구조에 대한 연구                      |
| 1906년 |      | 산티아고 라몬 이 카할   | 스페인        | 신경계의 구조에 대한 연구                      |
| 1907년 |      | 샤를 루이 알퐁스 라브랑 | 프랑스        | 질병 유발 원생동물에 관한 연구                 |
| 1908년 |      | 엘리 메치니코프         | 러시아 제국   | 면역계에 관한 연구                             |
| 1908년 |      | 파울 에를리히           | 독일 제국     | 면역계에 관한 연구                             |
| 1909년 |      | 에밀 테오도어 코허      | 스위스        | 갑상선에 관한 연구                             |

### 1910년대
| 연도   | 사진        | 수상자            | 국적              | 업적                                     |
| ------ | ----------- | ----------------- | ----------------- | ---------------------------------------- |
| 1910년 |             | 알브레히트 코셀   | 독일 제국         | 세포화학, 특히 단백질과 핵산에 관한 연구 |
| 1911년 |             | 알바르 굴스트란드 | 스웨덴            | 수정체의 굴절광학에 대한 연구            |
| 1912년 |             | 알렉시 카렐       | 프랑스            | 혈관 문합술과 장기 이식에 관한 연구      |
| 1913년 |             | 샤를 리셰         | 프랑스            | 과민증에 관한 연구                       |
| 1914년 |             | 로베르트 바라니   | 오스트리아-헝가리 | 내이의 전정기관에 관한 연구              |
| 1915년 | 수상자 없음 | 수상자 없음       | 수상자 없음       | 수상자 없음                              |
| 1916년 | 수상자 없음 | 수상자 없음       | 수상자 없음       | 수상자 없음                              |
| 1917년 | 수상자 없음 | 수상자 없음       | 수상자 없음       | 수상자 없음                              |
| 1918년 | 수상자 없음 | 수상자 없음       | 수상자 없음       | 수상자 없음                              |
| 1919년 |             | 쥘 보르데         | 벨기에            | 면역계에서의 보체에 관한 연구            |

### 1920년대
| 연도   | 사진        | 수상자                              | 국적            | 업적                                                                                          |
| ------ | ----------- | ----------------------------------- | --------------- | --------------------------------------------------------------------------------------------- |
| 1920년 |             | 아우구스트 크로그                   | 덴마크          | 모세혈관의 운동 조절 기작에 대한 연구                                                         |
| 1921년 | 수상자 없음 | 수상자 없음                         | 수상자 없음     | 수상자 없음                                                                                   |
| 1922년 |             | 아치볼드 비비언 힐                  | 영국            | 근육의 열 생산에 대한 연구                                                                    |
| 1922년 |             | 오토 프리츠 마이어호프              | 바이마르 공화국 | 근육의 젖산대사와 산소 소비의 관계에 대한 연구                                                |
| 1923년 |             | 프레더릭 그랜트 밴팅                | 캐나다          | 인슐린의 발견                                                                                 |
| 1923년 |             | 존 제임스 리카드 매클리오드         | 영국            | 인슐린의 발견                                                                                 |
| 1924년 |             | 빌럼 에인트호번                     | 네덜란드        | 심전도의 기작 발견                                                                            |
| 1925년 | 수상자 없음 | 수상자 없음                         | 수상자 없음     | 수상자 없음                                                                                   |
| 1926년 |             | 요하네스 아드레아스 그리브 피비게르 | 덴마크          | 생쥐에게 유두종성 위종양을 유발하는 선충인 스파이롭테라 칼시노마(Spiroptera carcinoma)의 발견 |
| 1927년 |             | 율리우스 바그너 야우레크            | 오스트리아      | 마비성 치매의 치료를 위한 말라리아 접종법의 가치에 대한 연구                                  |
| 1928년 |             | 샤를 니콜                           | 프랑스          | 티푸스에 관한 연구                                                                            |
| 1929년 |             | 크리스티안 에이크만                 | 네덜란드        | 항신경염성 비타민의 발견                                                                      |
| 1929년 |             | 프레더릭 가울랜드 홉킨스            | 영국            | 성장 촉진 비타민의 발견                                                                       |

### 1930년대
| 연도   | 사진 | 수상자                        | 국적                              | 업적                                                      |
| ------ | ---- | ----------------------------- | --------------------------------- | --------------------------------------------------------- |
| 1930년 |      | 카를 란트슈타이너             | 오스트리아                        | 인간의 혈액형 발견                                        |
| 1931년 |      | 오토 하인리히 바르부르크      | 바이마르 공화국                   | 세포내 호흡효소인 시토크롬의 성질과 작용 방식에 대한 연구 |
| 1932년 |      | 찰스 스콧 셰링턴              | 영국                              | 뉴런의 기능들 발견                                        |
| 1932년 |      | 에드거 에이드리언             | 영국                              | 뉴런의 기능들 발견                                        |
| 1933년 |      | 토머스 헌트 모건              | 미국                              | 유전 현상에서 염색체의 역할 규명                          |
| 1934년 |      | 조지 호이트 휘플              | 미국                              | 빈혈에 대한 간(肝) 치료법 발견                            |
| 1934년 |      | 조지 리처드 마이넛            | 미국                              | 빈혈에 대한 간(肝) 치료법 발견                            |
| 1934년 |      | 윌리엄 패리 머피              | 미국                              | 빈혈에 대한 간(肝) 치료법 발견                            |
| 1935년 |      | 한스 슈페만                   | 나치 독일                         | 개체의 초기 발생시기에서 형성체 효과 발견                 |
| 1936년 |      | 헨리 핼릿 데일                | 영국                              | 신경충격의 화학적 전달에 대한 연구                        |
| 1936년 |      | 오토 뢰비                     | 미국 ( 나치 독일 오스트리아 출신) | 신경충격의 화학적 전달에 대한 연구                        |
| 1937년 |      | 얼베르트 센트죄르지           | 헝가리 왕국                       | 생물학적 연소 과정에 대한 연구                            |
| 1938년 |      | 코르네유 장 프랑수아 하이만스 | 벨기에                            | 동(sinus)과 대동맥의 호흡 조절 기작에 대한 연구           |
| 1939년 |      | 게르하르트 도마크             | 나치 독일                         | 프론토질(Prontosil)의 항균 효과 발견                      |

### 1940년대
| 연도   | 사진        | 수상자                                       | 국적              | 업적                                               |
| ------ | ----------- | -------------------------------------------- | ----------------- | -------------------------------------------------- |
| 1940년 | 수상자 없음 | 수상자 없음                                  | 수상자 없음       | 수상자 없음                                        |
| 1941년 | 수상자 없음 | 수상자 없음                                  | 수상자 없음       | 수상자 없음                                        |
| 1942년 | 수상자 없음 | 수상자 없음                                  | 수상자 없음       | 수상자 없음                                        |
| 1943년 |             | 칼 페테르 헨릭 담                            | 덴마크            | 비타민 K의 발견                                    |
| 1943년 |             | 에드워드 애들버트 도이지                     | 미국              | 비타민 K의 화학적 성질에 대한 연구                 |
| 1944년 |             | 조지프 얼랭어                                | 미국              | 단일신경섬유의 고도로 분화된 기능에 대한 연구      |
| 1944년 |             | 허버트 스펜서 개서                           | 미국              | 단일신경섬유의 고도로 분화된 기능에 대한 연구      |
| 1945년 |             | 알렉산더 플레밍                              | 영국              | 페니실린과 그 치료 효과에 대한 발견                |
| 1945년 |             | 언스트 보리스 체인                           | 영국              | 페니실린과 그 치료 효과에 대한 발견                |
| 1945년 |             | 하워드 플로리                                | 오스트레일리아    | 페니실린과 그 치료 효과에 대한 발견                |
| 1946년 |             | 허먼 조지프 멀러                             | 미국              | X선에 의해 돌연변이가 발생할 수 있음을 밝힘        |
| 1947년 |             | 칼 퍼디낸드 코리                             | 미국 ( 체코 출신) | 글리코겐의 촉매 전환 과정에 대한 연구              |
| 1947년 |             | 거티 테레사 코리 (의학부문 여성 최초 수상자) | 미국 ( 체코 출신) | 글리코겐의 촉매 전환 과정에 대한 연구              |
| 1947년 |             | 베르나르도 우사이                            | 아르헨티나        | 당 대사과정에서의 뇌하수체 전엽 호르몬의 역할 발견 |
| 1948년 |             | 파울 헤르만 뮐러                             | 스위스            | 살충제 DDT의 발견                                  |
| 1949년 |             | 발터 루돌프 헤스                             | 스위스            | 중뇌의 기능 발견                                   |
| 1949년 |             | 안토니우 에가스 모니스                       | 포르투갈          | 뇌엽 절제술의 치료적 가치 발견                     |

### 1950년대
| 연도   | 사진 | 수상자                    | 국적                    | 업적                                                    |
| ------ | ---- | ------------------------- | ----------------------- | ------------------------------------------------------- |
| 1950년 |      | 필립 쇼월터 헨치          | 미국                    | 부신피질 호르몬과 그 구조, 생물학적 효과 연구           |
| 1950년 |      | 에드워드 캘빈 켄들        | 미국                    | 부신피질 호르몬과 그 구조, 생물학적 효과 연구           |
| 1950년 |      | 타데우시 라이히슈타인     | 스위스 ( 폴란드 출신)   | 부신피질 호르몬과 그 구조, 생물학적 효과 연구           |
| 1951년 |      | 막스 타일러               | 남아프리카 공화국       | 황열병에 관한 연구                                      |
| 1952년 |      | 셀먼 에이브러햄 왁스먼    | 미국 ( 우크라이나 출신) | 최초의 결핵치료제인 스트렙토마이신의 발견               |
| 1953년 |      | 핸스 애돌프 크레브스      | 영국                    | TCA 회로의 발견                                         |
| 1953년 |      | 프리츠 앨버트 리프먼      | 미국                    | 보조 효소 A의 발견                                      |
| 1954년 |      | 존 프랭클린 엔더스        | 미국                    | 척추성 소아마비 바이러스의 배양 방법 발견               |
| 1954년 |      | 토머스 허클 웰러          | 미국                    | 척추성 소아마비 바이러스의 배양 방법 발견               |
| 1954년 |      | 프레더릭 채프먼 로빈스    | 미국                    | 척추성 소아마비 바이러스의 배양 방법 발견               |
| 1955년 |      | 악셀 후고 테오도르 테오렐 | 스웨덴                  | 산화 효소의 작용 방식과 성질에 대한 연구                |
| 1956년 |      | 앙드레 프레데릭 쿠르낭    | 미국                    | 심장도관술과 순환계의 병리학적 변화에 대한 연구         |
| 1956년 |      | 베르너 포르스만           | 서독                    | 심장도관술과 순환계의 병리학적 변화에 대한 연구         |
| 1956년 |      | 디킨슨 W. 리처즈          | 미국                    | 심장도관술과 순환계의 병리학적 변화에 대한 연구         |
| 1957년 |      | 다니엘 보베               | 이탈리아 ( 스위스 출신) | 혈관계와 골격근의 작용을 저해하는 합성 물질에 대한 연구 |
| 1958년 |      | 조지 웰스 비들            | 미국                    | 물질대사를 조절하는 유전자에 관한 연구                  |
| 1958년 |      | 에드워드 로리 테이텀      | 미국                    | 물질대사를 조절하는 유전자에 관한 연구                  |
| 1958년 |      | 조슈아 레더버그           | 미국                    | 세균의 유전물질 구조 및 유전자 재조합에 대한 연구       |
| 1959년 |      | 세베로 오초아             | 미국 ( 스페인 출신)     | DNA와 RNA의 생물학적 합성 기작에 대한 연구              |
| 1959년 |      | 아서 콘버그               | 미국                    | DNA와 RNA의 생물학적 합성 기작에 대한 연구              |

### 1960년대
| 연도   | 사진 | 수상자                   | 국적                     | 업적                                                                              |
| ------ | ---- | ------------------------ | ------------------------ | --------------------------------------------------------------------------------- |
| 1960년 |      | 프랭크 맥팔레인 버넷     | 오스트레일리아           | 후천성 면역 내성의 발견                                                           |
| 1960년 |      | 피터 메더워              | 영국 ( 브라질 출신)      | 후천성 면역 내성의 발견                                                           |
| 1961년 |      | 게오르크 폰 베케시       | 미국 ( 헝가리 왕국 출신) | 달팽이관 자극의 물리적 전달 기전의 발견                                           |
| 1962년 |      | 제임스 왓슨              | 미국                     | DNA의 분자 구조 및 생체 내 기능에 대한 발견                                       |
| 1962년 |      | 프랜시스 크릭            | 영국                     | DNA의 분자 구조 및 생체 내 기능에 대한 발견                                       |
| 1962년 |      | 모리스 윌킨스            | 영국 뉴질랜드            | DNA의 분자 구조 및 생체 내 기능에 대한 발견                                       |
| 1963년 |      | 존 에클스                | 오스트레일리아           | 신경세포막의 말초 및 중심부의 흥분과 억제에서 나타나는 이온 전달 기작에 대한 발견 |
| 1963년 |      | 앨런 로이드 호지킨       | 영국                     | 신경세포막의 말초 및 중심부의 흥분과 억제에서 나타나는 이온 전달 기작에 대한 발견 |
| 1963년 |      | 앤드루 헉슬리            | 영국                     | 신경세포막의 말초 및 중심부의 흥분과 억제에서 나타나는 이온 전달 기작에 대한 발견 |
| 1964년 |      | 콘라트 에밀 블로흐       | 미국                     | 콜레스테롤과 지방산 대사에 대한 연구                                              |
| 1964년 |      | 페오드르 리넨            | 서독                     | 콜레스테롤과 지방산 대사에 대한 연구                                              |
| 1965년 |      | 프랑수아 자코브          | 프랑스                   | 효소의 유전적 조절 작용과 바이러스 합성에 대한 연구                               |
| 1965년 |      | 앙드레 르보프            | 프랑스                   | 효소의 유전적 조절 작용과 바이러스 합성에 대한 연구                               |
| 1965년 |      | 자크 모노                | 프랑스                   | 효소의 유전적 조절 작용과 바이러스 합성에 대한 연구                               |
| 1966년 |      | 프랜시스 페이턴 라우스   | 미국                     | 종양을 일으키는 바이러스의 발견                                                   |
| 1966년 |      | 찰스 브렌턴 허긴스       | 미국 ( 캐나다 출신)      | 호르몬을 이용한 전립선암의 치료 방법 개발                                         |
| 1967년 |      | 랑나르 그라니트          | 스웨덴 ( 핀란드 출신)    | 시각의 생리·화학적 과정 발견                                                      |
| 1967년 |      | 핼던 케퍼 하틀라인       | 미국                     | 시각의 생리·화학적 과정 발견                                                      |
| 1967년 |      | 조지 월드                | 미국                     | 시각의 생리·화학적 과정 발견                                                      |
| 1968년 |      | 로버트 W. 홀리           | 미국                     | 단백질 합성에 있어서의 유전 암호 해독과 그 기능에 대한 연구                       |
| 1968년 |      | 하르 고빈드 코라나       | 미국 ( 인도 출신)        | 단백질 합성에 있어서의 유전 암호 해독과 그 기능에 대한 연구                       |
| 1968년 |      | 마셜 워런 니런버그       | 미국                     | 단백질 합성에 있어서의 유전 암호 해독과 그 기능에 대한 연구                       |
| 1969년 |      | 막스 델브뤼크            | 미국                     | 바이러스의 복제 기작과 유전적 구조 발견                                           |
| 1969년 |      | 앨프리드 허시            | 미국                     | 바이러스의 복제 기작과 유전적 구조 발견                                           |
| 1969년 |      | 샐버도어 에드워드 루리아 | 미국 ( 이탈리아 출신)    | 바이러스의 복제 기작과 유전적 구조 발견                                           |

### 1970년대
| 연도   | 사진 | 수상자                 | 국적                           | 업적                                                      |
| ------ | ---- | ---------------------- | ------------------------------ | --------------------------------------------------------- |
| 1970년 |      | 줄리어스 액설로드      | 미국                           | 신경전달물질에 관한 연구                                  |
| 1970년 |      | 울프 폰 오일러         | 스웨덴                         | 신경전달물질에 관한 연구                                  |
| 1970년 |      | 버나드 카츠            | 영국                           | 신경전달물질에 관한 연구                                  |
| 1971년 |      | 얼 윌버 서덜랜드       | 미국                           | 호르몬의 작용 기전 발견                                   |
| 1972년 |      | 제럴드 모리스 에델먼   | 미국                           | 항체의 화학적 구조 발견                                   |
| 1972년 |      | 로드니 로버트 포터     | 영국                           | 항체의 화학적 구조 발견                                   |
| 1973년 |      | 카를 폰 프리슈         | 서독                           | 동물의 행동에 대한 연구                                   |
| 1973년 |      | 콘라트 로렌츠          | 오스트리아                     | 동물의 행동에 대한 연구                                   |
| 1973년 |      | 니콜라스 틴베르헌      | 영국 ( 네덜란드 출신)          | 동물의 행동에 대한 연구                                   |
| 1974년 |      | 알베르 클로드          | 벨기에                         | 세포의 구조 및 기능에 대한 연구                           |
| 1974년 |      | 크리스티앙 드뒤브      | 벨기에 ( 영국 출신)            | 세포의 구조 및 기능에 대한 연구                           |
| 1974년 |      | 조지 에밀 펄레이드     | 미국 ( 루마니아 출신)          | 세포의 구조 및 기능에 대한 연구                           |
| 1975년 |      | 데이비드 볼티모어      | 미국                           | 종양 바이러스와 세포 유전물질의 상호작용 발견             |
| 1975년 |      | 레나토 둘베코          | 미국 ( 이탈리아 출신)          | 종양 바이러스와 세포 유전물질의 상호작용 발견             |
| 1975년 |      | 하워드 마틴 테민       | 미국                           | 종양 바이러스와 세포 유전물질의 상호작용 발견             |
| 1976년 |      | 바루크 새뮤얼 블럼버그 | 미국                           | 감염성 질병의 기원과 전파에 대한 새로운 기전 발견         |
| 1976년 |      | 대니얼 칼턴 가이듀섹   | 미국                           | 감염성 질병의 기원과 전파에 대한 새로운 기전 발견         |
| 1977년 |      | 로제 기유맹            | 미국 ( 프랑스 출신)            | 뇌하수체 호르몬의 발견                                    |
| 1977년 |      | 앤드루 섈리            | 미국 ( 폴란드 출신)            | 뇌하수체 호르몬의 발견                                    |
| 1977년 |      | 로절린 서스먼 얠로     | 미국                           | 펩티드 호르몬의 방사성 면역 측정법(Radioimmunoassay) 개발 |
| 1978년 |      | 베르너 아르버          | 스위스                         | 제한효소의 발견과 그 이용에 대한 연구                     |
| 1978년 |      | 대니얼 네이선스        | 미국                           | 제한효소의 발견과 그 이용에 대한 연구                     |
| 1978년 |      | 해밀턴 O. 스미스       | 미국                           | 제한효소의 발견과 그 이용에 대한 연구                     |
| 1979년 |      | 앨런 코맥              | 미국 ( 남아프리카 공화국 출신) | 컴퓨터 단층 촬영술(CAT 또는 CT)의 개발                    |
| 1979년 |      | 고드프리 하운스필드    | 영국                           | 컴퓨터 단층 촬영술(CAT 또는 CT)의 개발                    |

### 1980년대
| 연도   | 사진 | 수상자                 | 국적                | 업적                                                                          |
| ------ | ---- | ---------------------- | ------------------- | ----------------------------------------------------------------------------- |
| 1980년 |      | 바루 베나세라프        | 미국                | 면역 반응을 조절하는 세포 표면의 유전적 구조체 발견                           |
| 1980년 |      | 장 도세                | 프랑스              | 면역 반응을 조절하는 세포 표면의 유전적 구조체 발견                           |
| 1980년 |      | 조지 데이비스 스넬     | 미국                | 면역 반응을 조절하는 세포 표면의 유전적 구조체 발견                           |
| 1981년 |      | 로저 울컷 스페리       | 미국                | 대뇌 반구에 관한 연구                                                         |
| 1981년 |      | 데이비드 H. 허블       | 미국 ( 캐나다 출신) | 뇌에 의한 시각의 정보화 과정에 대한 연구                                      |
| 1981년 |      | 토르스텐 비셀          | 스웨덴              | 뇌에 의한 시각의 정보화 과정에 대한 연구                                      |
| 1982년 |      | 수네 베리스트룀        | 스웨덴              | 프로스타글란딘 및 이와 관련된 생물학적 활성 물질에 대한 연구                  |
| 1982년 |      | 벵트 잉에마르 사무엘손 | 스웨덴              | 프로스타글란딘 및 이와 관련된 생물학적 활성 물질에 대한 연구                  |
| 1982년 |      | 존 로버트 베인         | 영국                | 프로스타글란딘 및 이와 관련된 생물학적 활성 물질에 대한 연구                  |
| 1983년 |      | 바버라 매클린톡        | 미국                | 전이성 유전인자(Transposable element)의 발견                                  |
| 1984년 |      | 닐스 카이 예르네       | 덴마크 ( 영국 출신) | 면역체계의 특이적 발달과 조절 이론, 그리고 단일클론항체 생산 원리에 대한 연구 |
| 1984년 |      | 게오르게스 J. F. 쾰러  | 서독                | 면역체계의 특이적 발달과 조절 이론, 그리고 단일클론항체 생산 원리에 대한 연구 |
| 1984년 |      | 세사르 밀스테인        | 아르헨티나 영국     | 면역체계의 특이적 발달과 조절 이론, 그리고 단일클론항체 생산 원리에 대한 연구 |
| 1985년 |      | 마이클 스튜어트 브라운 | 미국                | 콜레스테롤 대사 조절에 대한 연구                                              |
| 1985년 |      | 조지프 L. 골드스타인   | 미국                | 콜레스테롤 대사 조절에 대한 연구                                              |
| 1986년 |      | 스탠리 코헨            | 미국                | 세포 성장을 촉진하는 성장 인자의 발견                                         |
| 1986년 |      | 리타 레비몬탈치니      | 이탈리아            | 세포 성장을 촉진하는 성장 인자의 발견                                         |
| 1987년 |      | 도네가와 스스무        | 일본                | 다양한 항체를 생성하는 유전학적 원리 규명                                     |
| 1988년 |      | 제임스 화이트 블랙     | 영국                | 약물 치료의 중요한 원칙 발견                                                  |
| 1988년 |      | 거트루드 B. 엘리언     | 미국                | 약물 치료의 중요한 원칙 발견                                                  |
| 1988년 |      | 조지 H. 히칭스         | 미국                | 약물 치료의 중요한 원칙 발견                                                  |
| 1989년 |      | 존 마이클 비숍         | 미국                | 발암성 레트로바이러스에 관한 연구                                             |
| 1989년 |      | 해럴드 엘리엇 바머스   | 미국                | 발암성 레트로바이러스에 관한 연구                                             |

### 1990년대
| 연도   | 사진 | 수상자                        | 국적           | 업적                                                               |
| ------ | ---- | ----------------------------- | -------------- | ------------------------------------------------------------------ |
| 1990년 |      | 조지프 머리                   | 미국           | 생체기관과 질병 치료를 위한 세포 이식에 관한 발견                  |
| 1990년 |      | 에드워드 도널 토머스          | 미국           | 생체기관과 질병 치료를 위한 세포 이식에 관한 발견                  |
| 1991년 |      | 에르빈 네어                   | 독일           | 세포의 단일이온채널의 기능 발견                                    |
| 1991년 |      | 베르트 자크만                 | 독일           | 세포의 단일이온채널의 기능 발견                                    |
| 1992년 |      | 에드먼드 H. 피셔              | 스위스 미국    | 생체 조절 기전에서 나타나는 가역단백질 인산화에 관한 연구          |
| 1992년 |      | 에드윈 G. 크레브스            | 미국           | 생체 조절 기전에서 나타나는 가역단백질 인산화에 관한 연구          |
| 1993년 |      | 리처드 J. 로버츠              | 영국           | 절단유전자의 발견                                                  |
| 1993년 |      | 필립 앨런 샤프                | 미국           | 절단유전자의 발견                                                  |
| 1994년 |      | 알프레드 G. 길먼              | 미국           | G단백질의 발견과 세포 내 신호전달 체계에서의 기능 연구             |
| 1994년 |      | 마틴 로드벨                   | 미국           | G단백질의 발견과 세포 내 신호전달 체계에서의 기능 연구             |
| 1995년 |      | 에드워드 B. 루이스            | 미국           | 초기 배아 분화를 조절하는 유전자 무리인 호메오박스(Homeobox) 발견  |
| 1995년 |      | 크리스티아네 뉘슬라인폴하르트 | 독일           | 초기 배아 분화를 조절하는 유전자 무리인 호메오박스(Homeobox) 발견  |
| 1995년 |      | 에릭 F. 위샤우스              | 미국           | 초기 배아 분화를 조절하는 유전자 무리인 호메오박스(Homeobox) 발견  |
| 1996년 |      | 피터 C. 도허티                | 오스트레일리아 | 세포에 의한 면역방어체계의 특이성에 관한 발견                      |
| 1996년 |      | 롤프 M. 칭커나겔              | 스위스         | 세포에 의한 면역방어체계의 특이성에 관한 발견                      |
| 1997년 |      | 스탠리 B. 프루시너            | 미국           | 감염을 일으키는 단백질 분자인 프리온의 발견                        |
| 1998년 |      | 로버트 F. 퍼치곳              | 미국           | 심혈관 시스템에서 신경전달물질로서 기능하는 일산화질소에 관한 연구 |
| 1998년 |      | 루이스 이그내로               | 미국           | 심혈관 시스템에서 신경전달물질로서 기능하는 일산화질소에 관한 연구 |
| 1998년 |      | 페리드 머래드                 | 미국           | 심혈관 시스템에서 신경전달물질로서 기능하는 일산화질소에 관한 연구 |
| 1999년 |      | 권터 블로벨                   | 독일 미국      | 세포 내 단백질 이동 경로를 규정하는 고유한 신호전달 체계의 발견    |

### 2000년대
| 연도   | 사진 | 수상자                | 국적                | 업적                                                                                             |
| ------ | ---- | --------------------- | ------------------- | ------------------------------------------------------------------------------------------------ |
| 2000년 |      | 아르비드 칼손         | 스웨덴              | 신경계의 신호 전달에 대한 발견                                                                   |
| 2000년 |      | 폴 그린가드           | 미국                | 신경계의 신호 전달에 대한 발견                                                                   |
| 2000년 |      | 에릭 캔들             | 미국                | 신경계의 신호 전달에 대한 발견                                                                   |
| 2001년 |      | 릴런드 H. 하트웰      | 미국                | 세포주기의 핵심 조절 인자 발견                                                                   |
| 2001년 |      | 팀 헌트               | 영국                | 세포주기의 핵심 조절 인자 발견                                                                   |
| 2001년 |      | 폴 너스               | 영국                | 세포주기의 핵심 조절 인자 발견                                                                   |
| 2002년 |      | 시드니 브레너         | 영국                | 생체기관의 발생과 세포예정사의 유전학적 조절에 대한 발견                                         |
| 2002년 |      | H. 로버트 호비츠      | 미국                | 생체기관의 발생과 세포예정사의 유전학적 조절에 대한 발견                                         |
| 2002년 |      | 존 설스턴             | 영국                | 생체기관의 발생과 세포예정사의 유전학적 조절에 대한 발견                                         |
| 2003년 |      | 폴 라우터버           | 미국                | 자기공명영상(MRI)에 관한 연구                                                                    |
| 2003년 |      | 피터 맨스필드         | 영국                | 자기공명영상(MRI)에 관한 연구                                                                    |
| 2004년 |      | 리처드 액설           | 미국                | 냄새 수용체와 후각 시스템의 구조에 대한 발견                                                     |
| 2004년 |      | 린다 벅               | 미국                | 냄새 수용체와 후각 시스템의 구조에 대한 발견                                                     |
| 2005년 |      | 배리 마셜             | 오스트레일리아      | 위궤양과 위염을 초래하는 헬리코박터 파일로리균의 발견                                            |
| 2005년 |      | 로빈 워런             | 오스트레일리아      | 위궤양과 위염을 초래하는 헬리코박터 파일로리균의 발견                                            |
| 2006년 |      | 앤드루 파이어         | 미국                | 이중나선 RNA에 의한 RNA 간섭현상(RNAi) 발견                                                      |
| 2006년 |      | 크레이그 멜로         | 미국                | 이중나선 RNA에 의한 RNA 간섭현상(RNAi) 발견                                                      |
| 2007년 |      | 마리오 카페키         | 미국                | 생쥐의 배아줄기세포를 이용한 유전자 적중법 발견                                                  |
| 2007년 |      | 마틴 에번스           | 영국                | 생쥐의 배아줄기세포를 이용한 유전자 적중법 발견                                                  |
| 2007년 |      | 올리버 스미시스       | 미국                | 생쥐의 배아줄기세포를 이용한 유전자 적중법 발견                                                  |
| 2008년 |      | 하랄트 하우센         | 독일                | 자궁경부암을 유발하는 인간 유두종바이러스(HPV)의 발견                                            |
| 2008년 |      | 프랑수아즈 바레시누시 | 프랑스              | 후천성 면역 결핍 증후군(AIDS)를 유발하는 인간 면역 결핍 바이러스(HIV)의 발견                     |
| 2008년 |      | 뤽 몽타니에           | 프랑스              | 후천성 면역 결핍 증후군(AIDS)를 유발하는 인간 면역 결핍 바이러스(HIV)의 발견                     |
| 2009년 |      | 엘리자베스 블랙번     | 미국 오스트레일리아 | 염색체가 말단소립(텔로미어, Telomere) 및 말단소립 복제효소(Telomerase)에 의해 보호되는 원리 발견 |
| 2009년 |      | 캐럴 그라이더         | 미국                | 염색체가 말단소립(텔로미어, Telomere) 및 말단소립 복제효소(Telomerase)에 의해 보호되는 원리 발견 |
| 2009년 |      | 잭 쇼스택             | 미국 ( 영국 출신)   | 염색체가 말단소립(텔로미어, Telomere) 및 말단소립 복제효소(Telomerase)에 의해 보호되는 원리 발견 |

### 2010년대
| 연도   | 사진              | 수상자               | 국적                      | 업적 |
| ------ | ----------------- | -------------------- | ------------------------- | --- |
| 2010년 |                   | 로버트 에드워즈      | 영국                      | 체외수정(IVF) 기술을 통한 최초 시험관 아기의 탄생                                                           |
| 2011년 |                   | 브루스 보이틀러      | 미국                      | 면역체계 활성화를 위한 핵심 원칙 발견                                                                       |
| 2011년 |                   | 율레스 호프만        | 프랑스 ( 룩셈부르크 출신) | 면역체계 활성화를 위한 핵심 원칙 발견                                                                       |
| 2011년 |                   | 랠프 스타인먼(사망)  | 캐나다                    | 면역체계 활성화를 위한 핵심 원칙 발견                                                                       |
| 2012년 |                   | 존 거든              | 영국                      | 성숙하고 특화된 세포들이 인체의 세포 조직에서 자라날 수 있는 미성숙 세포로 재프로그램할 수 있다는 것을 발견 |
| 2012년 |                   | 야마나카 신야        | 일본                      | 성숙하고 특화된 세포들이 인체의 세포 조직에서 자라날 수 있는 미성숙 세포로 재프로그램할 수 있다는 것을 발견 |
| 2013년 |                   | 제임스 로스먼        | 미국                      | 우리 몸 세포의 주요 운반 시스템인, 소포체 운반 조절 기구 발견                                               |
| 2013년 | 랜디 셰크먼       |                      | 미국                      | 우리 몸 세포의 주요 운반 시스템인, 소포체 운반 조절 기구 발견                                               |
| 2013년 |                   | 토마스 쥐트호프      | 미국( 독일 출신)          | 우리 몸 세포의 주요 운반 시스템인, 소포체 운반 조절 기구 발견                                               |
| 2014년 |                   | 존 오키프            | 미국 영국                 | 뇌에 있어서의 공간인지시스템을 구성하는 세포의 발견                                                         |
| 2014년 |                   | 마이브리트 모세르    | 노르웨이                  | 뇌에 있어서의 공간인지시스템을 구성하는 세포의 발견                                                         |
| 2014년 | 에드바르드 모세르 |                      | 노르웨이                  | 뇌에 있어서의 공간인지시스템을 구성하는 세포의 발견                                                         |
| 2015년 |                   | 윌리엄 C. 캠벨       | 아일랜드                  | 회충·구충·폐충·사상충 등의 기생충에 치료 효과를 발휘하는 아버맥틴 개발                                      |
| 2015년 |                   | 오무라 사토시        | 일본                      | 회충·구충·폐충·사상충 등의 기생충에 치료 효과를 발휘하는 아버맥틴 개발                                      |
| 2015년 |                   | 투유유               | 중화인민공화국            | 개똥쑥에서 말라리아 치료의 특효 성분인 아르테미시닌 개발                                                    |
| 2016년 |                   | 오스미 요시노리      | 일본                      | 오토파지(자가소화작용)의 메커니즘을 발견한 공로를 인정                                                      |
| 2017년 |                   | 제프리 C. 홀         | 미국                      | 생체시계를 통제하는 분자 메커니즘을 발견                                                                    |
| 2017년 |                   | 마이클 로스배시      | 미국                      | 생체시계를 통제하는 분자 메커니즘을 발견                                                                    |
| 2017년 |                   | 마이클 W. 영         | 미국                      | 생체시계를 통제하는 분자 메커니즘을 발견                                                                    |
| 2018년 |                   | 제임스 P. 앨리슨     | 미국                      | 면역조절항암제 발견과 암 치료에 응용                                                                        |
| 2018년 |                   | 혼조 다스쿠          | 일본                      | 면역조절항암제 발견과 암 치료에 응용                                                                        |
| 2019년 |                   | 윌리엄 케일린 주니어 | 미국                      | 산소 농도에 따른 세포의 적응 기전에 관한 연구                                                               |
| 2019년 |                   | 피터 J. 랫클리프     | 영국                      | 산소 농도에 따른 세포의 적응 기전에 관한 연구                                                               |
| 2019년 |                   | 그레그 L. 서멘자     | 미국                      | 산소 농도에 따른 세포의 적응 기전에 관한 연구                                                               |

### 2020년대
| 연도   | 사진 | 수상자            | 국적        | 업적                                                           |
| ------ | ---- | ----------------- | ----------- | -------------------------------------------------------------- |
| 2020년 |      | 하비 J. 올터      | 미국        | C형 간염 바이러스를 규명                                       |
| 2020년 |      | 마이클 호턴       | 영국        | C형 간염 바이러스를 규명                                       |
| 2020년 |      | 찰스 M. 라이스    | 미국        | C형 간염 바이러스를 규명                                       |
| 2021년 |      | 데이비드 줄리어스 | 미국        | 온도·촉각을 느끼는 수용체를 발견                               |
| 2021년 |      | 아뎀 파타푸티언   | 미국 레바논 | 온도·촉각을 느끼는 수용체를 발견                               |
| 2022년 |      | 스반테 페보       | 스웨덴      | 멸종된 인류의 게놈(유전자)과 인간 진화에 관한 발견             |
| 2023년 |      | 커털린 커리코     | 헝가리 미국 | 코로나19에 대한 효과적인 mRNA 백신을 개발                      |
| 2023년 |      | 드루 와이스먼     | 미국        | 코로나19에 대한 효과적인 mRNA 백신을 개발                      |
| 2024년 |      | 빅터 앰브로스     | 미국        | 마이크로 RNA 발견으로 생물 유전자 발현과 관련된 새 원칙을 밝힘 |
| 2024년 |      | 게리 러브컨       | 미국        | 마이크로 RNA 발견으로 생물 유전자 발현과 관련된 새 원칙을 밝힘 |

## 같이 보기
- 노벨 생리학·의학상